# Sourou (tỉnh)
Sourou là một trong 45 tỉnh của Burkina Faso, tọa lạc ở vùng Hauts-Bassins.
Tỉnh Sourou có diện tích 5.765 km², dân số 188.512 người (1996), mật độ dân số là 32,7 người/km² 
Thủ phủ là Tougan.
Sourou được chia thành 8 tổng:
- Di
- Gomboro
- Kassoum
- Kiembara
- Lanfiera
- Lankoue
- Toeni
- Tougan